# نواف بامحرز
نواف فيصل بامحرز لاعب كرة قدم سعودي ، يلعب كحارس مرمى في نادي جدة.